# Pflanzung Gomba

Pflanzungen Gomba, Makuyuni und Mtrawanda, 1914

Die Pflanzung Gomba war eine von 1907 bis 1921 durch die Ostafrikanische Pflanzungs-Aktiengesellschaft betriebene Plantage in Deutsch-Ostafrika im heutigen Distrikt Korogwe im Nordosten von Tansania.

## Landwirtschaft
In der Plantage wurde Sisal angebaut, der ab 1905 schnittreif war. Die in der Nähe gelegenen Pflanzungen Makuyuni und Mtrawanda befassten sich mit der Gewinnung von Baumwolle und ab 1909 mit der Kautschukerzeugung. Der Trockenplatz bei der Sisalfabrik war durch eine etwa 5 km lange Feldbahn mit der Bahnstation Makuyuni verbunden. Nördlich der Sisalfabrik gab es beim Wohnhaus des Maschinisten einen Gemüsegarten sowie an die Arbeiter abgegebenes Land zum Anlegen von Maisfeldern.

## Vermessung

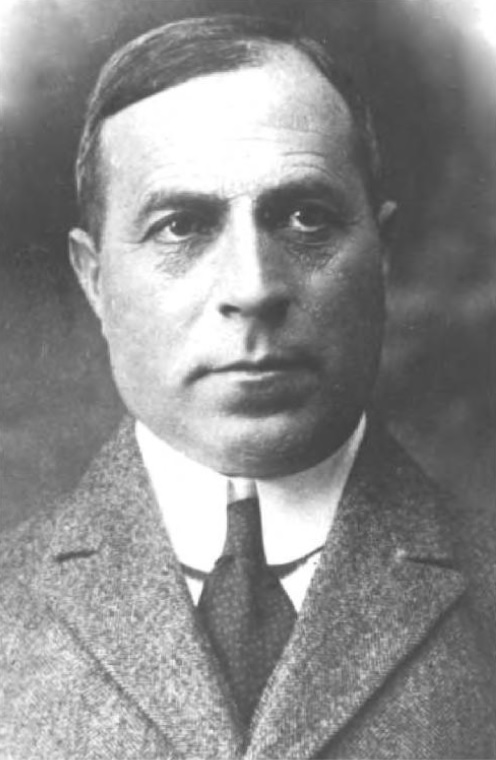
Joseph Treidel (1876–1927), Vermessungsingenieur aus Haifa

1910 unternahm Joseph Treidel (1876–1927), ein Vermessungsingenieur aus Haifa, seine zweite Landvermessung in Deutsch-Ostafrika. Er hatte an der Landwirtschaftsfakultät der Universität Bonn studiert und 1898 seinen Abschluss als Geometer und Bauingenieur gemacht. Bald darauf wurde er von der Jewish Colonisation Association als Bauingenieur für Projekte in Palästina verpflichtet. Für seine erste 1908 durchgeführte Landvermessung in Ostafrika lud er den Palästinadeutschen Josef Wennagel von der Jaffa-Templer-Gemeinde ein, sich ihm anzuschließen.
Bei der zweiten Landvermessung von 1910 ging es um ein großes Bewässerungsprojekt auf der Gomba-Farm in der Nähe des Mtrawanda-Sumpfes und von dort aus bis zum Wuruni-Fluss. Treidel empfahl die Umleitung des Wuruni-Flusses in den Makomasi-Fluss und die Entwicklung eines Bewässerungsprojekts in Gomba. Während seines Aufenthalts in Deutsch-Ostafrika wurde Treidel eingeladen, an einer großen Expedition in die Ruwu-Region teilzunehmen, lehnte aber ab, wahrscheinlich wegen anderer Arbeitsverpflichtungen in Palästina.

## Auflösung

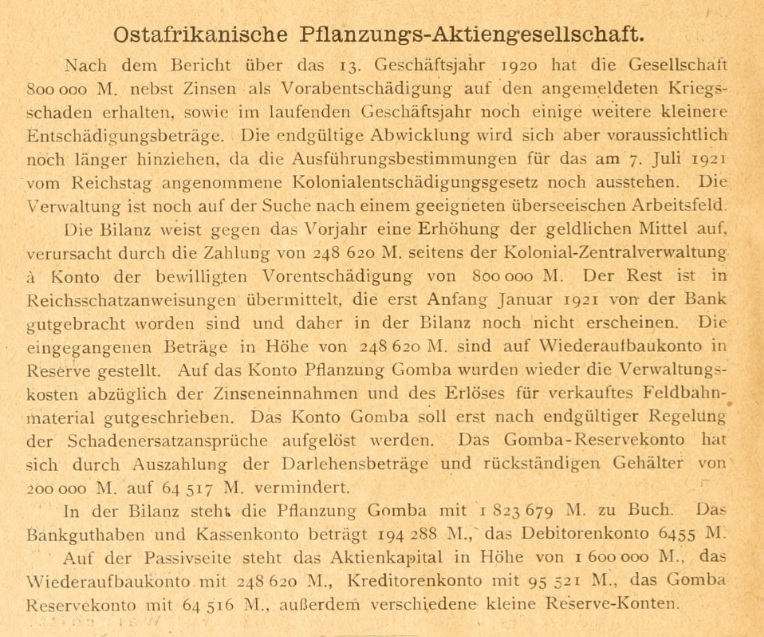
Ostafrikanische Pflanzungs-Aktiengesellschaft, in: Der Tropenpflanzer, Zeitschrift für Tropische Landwirtschaft. Herausgegeben von Otto Warburg, Berlin, XXIV. Jahrgang 1921, S. 178

Der Betrieb wurde in der Nachkriegszeit des Ersten Weltkriegs aufgelöst.
Nach dem Bericht über das 13. Geschäftsjahr 1920 wurde die Pflanzung Gomba mit 1.823.679 Mark bilanziert. In diesem Jahr hatte die Ostafrikanische Pflanzungs-Aktiengesellschaft 800.000 Mark als Vorabentschädigung auf den angemeldeten Kriegsschaden erhalten sowie im laufenden Geschäftsjahr noch einige weitere kleinere Entschädigungsbeträge. Die Verwaltung verkaufte das Feldbahnmaterial und suchte nach einem geeigneten überseeischen Arbeitsfeld. Die endgültige Abwicklung zog sich aber noch länger hin, da die Ausführungsbestimmungen für das am 7. Juli 1921 vom Reichstag angenommene Kolonialentschädigungsgesetz zu diesem Zeitpunkt noch ausstanden.

## Wiederbepflanzung
Am 16. Dezember 2021 wurde in Absprache mit dem Korogwe District Council ein Projekt zur Wiederbepflanzung der Plantage mit 15.800 Obstbäumen und einheimischen Bäumen begonnen, um die Erosion und Armut zu reduzieren. Dabei sollen 7100 Zitronenbäume, 2000 Avocadobäume, 2700 Niembäume und 4000 Feigenbäume gepflanzt werden.